# Yves Saint Laurent Beauté
YSL Beauté, à ne pas confondre avec les parfums Yves Saint Laurent, était une entreprise française, créée en 2001 pour regrouper les activités de couture, parfumerie et cosmétiques de Sanofi Beauté lors de la vente par le groupe pharmaceutique de sa filiale beauté. Aujourd'hui filiale de L'Oréal, elle commercialise sous licence les marques de parfums de luxe Yves Saint Laurent, Maison Martin Margiela, Viktor & Rolf, Cacharel et Diesel.
Appartenant auparavant au groupe Gucci, filiale de PPR, YSL Beauté regroupait les licences Yves Saint Laurent, Roger & Gallet, Van Cleef & Arpels, Oscar de la Renta, Fendi, Boucheron, Ermenegildo Zegna, Alexander McQueen et Stella McCartney.
Elle a été dissoute le 14 avril 2015 et l'activité a été reprise par la société l'Oreal Produits de Luxe France.

## Historique
- 1965 : le groupe américain Charles of the Ritz (en) acquiert la société Yves Saint Laurent, parfums et haute couture.
- 1966 : construction du site industriel de Lassigny dans l'Oise.
- 1971:  lancement successivement de deux parfums, un parfum féminin, rive gauche, et un parfum masculin, Pour Homme.
- 1972 : Charles of the Ritz cède à Yves Saint Laurent et Pierre Bergé l’activité haute couture de la marque, conservant la partie « cosmétique et parfum ».
- 1975 : Roger & Gallet entre dans le giron du groupe Sanofi
- 1976 : la licence Van Cleef & Arpels est confiée à Sanofi.
- 1978 : l’activité cosmétiques de Yves Saint Laurent au sein de Charles of the Ritz lance sa première ligne de maquillage en Europe.
- 1985 : la licence Fendi intègre le groupe Sanofi.
- 1986 : Pierre Bergé, Yves Saint Laurent, et Carlo De Benedetti acquièrent le groupe Charles of the Ritz.
- 1990 : la licence Oscar de la Renta intègre le groupe Sanofi Beauté.
- 1992 : ouverture d'une extension de l'usine de Lassigny à l'occasion de l'introduction de la nouvelle ligne de soins Yves Saint Laurent.
- 1993 : L'entreprise Yves Saint Laurent (parfums et couture) entre dans le giron du groupe Sanofi ; les résultats ne seront pas au rendez-vous[3] et peu après le retrait de la vente du parfum Yves Saint Laurent Champagne pour atteinte aux droits d'auteur[4], la maison se trouve rapidement à vendre[5].
- 1999 : Sanofi Beauté est cédé au groupe Gucci, filiale de PPR (rebaptisé Kering depuis).
- 2000 : création de YSL Beauté avec les marques Yves Saint Laurent Parfums, Roger & Gallet, Van Cleef & Arpels, Oscar de la Renta et Fendi.
- 2003 : les licences Boucheron, Ermenegildo Zegna, Alexander McQueen et Stella McCartney intègrent YSL Beauté.
- 17 juin 2008 : la commission européenne autorise le rachat de YSL Beauté par le groupe L'Oréal.
- Fin 2009 : la licence Oscar de la Renta est reprise par la maison de couture homonyme.
- 2011 :
  - la licence Boucheron est reprise par Interparfums.
  - la licence Ermenegildo Zegna est cédée au groupe américain Estée Lauder.
- 2013 : à l'échéance du contrat, le 12 septembre, la licence Stella McCartney n'est pas renouvelée[6].
- 2015 : dissolution de la société.

## L'Oréal luxe: Yves Saint Laurent Beauté
La commission européenne a déclaré que la fusion des marques Yves Saint Laurent Beauté et L'Oréal ne poserait pas de problème de concurrence. Bien que Les activités d'YSL beauté et de l'Oréal se recoupent dans le secteur des cosmétiques de luxe, l'entité fusionnée « continuera de subir une forte concurrence de la part d'autres fabricants internationaux performants, proposant une vaste gamme de produits de beauté, tels qu'Estée Lauder, LVMH ou Chanel ».